# Catedral de Berlim
A Catedral de Berlim (em alemão:  Berliner Dom) é uma catedral protestante luterana localizada em Berlim, na Alemanha. Foi construída entre 1895 e 1905 e se encontra na Ilha dos Museus. Em rigor não se trata de uma catedral stricto sensu pois nunca foi sede de um bispado. O bispo da comunidade é sediado na Igreja de Santa Maria de Berlim e na Igreja Memorial Imperador Guilherme.
É vizinha do Lustgarten e do Berliner Stadtschloss (sede do governo municipal de Berlim).